# Benedetto Gennari
Benedetto Gennari (1563 - 1658) va ser un pintor italià del Barroc, proper a l'escola bolonyesa. La seva activitat es va desenvolupar a Ferrara i Cento.

## Biografia
Poc es coneix amb seguretat de la vida d'aquest pintor, llevat que va ser el primer mestre de Guercino a Bolonya que va començar a treballar amb ell als 17 anys. Es diu que pertanyia a una antiga família originària de Roma, que es va establir a Cento.
Calvi dona notícia de dues obres de Gennari: unBaptisme de Cristconservat a l'església del Rosari de Cento, «capricciosa espresso i d'uno stile grandiós che present non mica del Carraccesco», i un Sopar in Emmaus a l'església dels Caputxins,«il più bel quadro di sua mà [... ] Che alcuni l'hanno creduta del Guercino, i certamente poc ci manca per essere tale».
Benedetto és el patriarca d'una família que donarà diversos pintors d'importància. Els seus fills seran Ercole i Bartolomeo Gennari. El primer serà pare de dos pintors,  Benedetto el Jove i  Cesare.